# Spirama
Spirama (лат.) — род бабочек из семейства Erebidae.

## Описание
Брюшко отчасти покрыто с красными волосками. Усики у самцов слабо пильчатые.
Вершина завитков глазчатого пятна на верхней стороне крыльев направлены вперёд и назад. Нижняя сторона крыльев красного цвета. Внешняя перевязь на обоих крыльях, не белая, но может быть с белой оторочкой. Краевой рисунок на передних крыльях представлен двумя линиями. Эдеагус не утолщён.

## Классификация
В род включают следующие виды:
- Spirama biformis Hulstaert, 1924
- Spirama capitulifera Prout, 1919
- Spirama cuspira Hübner, [1823]
- Spirama euphrages Prout, 1924
- Spirama glaucescens Butler, 1893
- Spirama griseisigma Hampson, 1913
- Spirama helicina Hübner, [1831]
- Spirama inconspicua Herrich-Schäffer, [1854]
- Spirama indenta Hampson, 1891
- Spirama kalaoensis Swinhoe, 1904
- Spirama miniata Wallengren, 1856
- Spirama recessa Walker, 1858
- Spirama remota Felder, 1861
- Spirama retorta Clerck, 1764
- Spirama sumbana Swinhoe, 1904
- Spirama triloba Guenée, 1852
- Spirama voluta Felder & Rogenhofer, 1874

Spirama obscura Cramer, 1780 была перемещена в состав рода Speiredonia в 2005 году.